# Kościół Jezusa Chrystusa Wiary Chrześcijańskiej
Kościół Jezusa Chrystusa Wiary Chrześcijańskiej – chrześcijańska społeczność działająca prawnie od 1997 na terenie Rzeczypospolitej Polskiej w miejscowościach Świdnik i Siedlce. Swą wiarę opiera jedynie na Piśmie Świętym (zasada Sola scriptura).  Figuruje w rejestrze Kościołów i innych związków wyznaniowych pod numerem 130. Pastorem wspólnoty jest Tomasz Jankowski.